# 고펜슈타인역
고펜슈타인역(독일어: Goppenstein)은 스위스 발레주 페르덴 시정촌에 있는 기차역이다. 이 역은 BLS AG의 뢰치베르크선에 있으며 뢰치베르크 터널의 남쪽 입구 바로 바깥쪽에 있다. 역명은 고펜슈타인 근처의 작은 마을에서 이름을 따왔다.

## 개요
역은 또한 뢰치베르크 터널을 통해 칸더슈테크역까지 가는 셔틀 기차를 운행하는 BLS 차량의 남쪽 종점이기도 하다. 기차는 30분마다 운행된다. 터널이 통과하는 뢰첸 고개를 가로지르는 도로는 없으며, 가장 가까운 대체 도로 교차로는 동쪽과 서쪽으로 수 킬로미터 떨어져 있다.
연결편 포스트아우토 버스 서비스는 슈테크와 파플러알프 사이의 뢰첸탈 계곡을 통과한다. 계곡 위로 파플러알프 방향으로 이 경로가 매시간 운행되며 페르덴, 키펠, 빌러 및 블라텐의 계곡 커뮤니티를 운행한다. 대체 버스는 계곡을 따라 슈테크까지 이어진다.

## 운행편
역에는 다음 여객 열차가 운행된다:
| 운행사 | 차량                        | 노선 | 빈도       | 비고 |
| ------ | --------------------------- | --- | ---------- | ---- |
| BLS    | 레기오익스프레스 뢰치베르크 | 베른 - 뮌징엔 - 툰 - 슈피츠 - 뮐레넨 - 라이헨바흐 임 칸데르탈 - 프루티겐 - 칸더슈테크 - 고펜슈타인 - 호텐 - 아우서베르크 - 에거베르크 - 랄덴 - 브리크 | 매시간 1편 |      |